# ایران در پارالمپیک تابستانی ۲۰۲۴
ایران در پارالمپیک تابستانی ۲۰۲۴ که از ۷ تا ۱۸ شهریور سال ۱۴۰۳
(۲۸ اوت تا ۹ سپتامبر ۲۰۲۴) در پاریس ، پایتخت فرانسه برگزار شد، برای دهمین بار در پارالمپیک (اولین حضور: ۱۹۸۸) شرکت کرد. ایران در این دوره با ۶۵ ورزشکار حاضر بود که این ورزشکاران در ۱۰ رشته به رقابت پرداختند.
ساره جوانمردی، پنجمین مدال پارالمپیک خود را به‌دست آورد. سعید افروز، با زدن رکورد پارالمپیک در پرتاب نیزه F۳۴، مدال طلا کسب کرد. این مدال، دومین مدال وی در پارالمپیک محسوب می‌شود. روح‌الله رستمی وزنه‌بردار ایرانی نیز با زدن رکورد پارالمپیک، سومین مدال خود را بر گردن آویخت. تیم ملی والیبال نشسته مردان ایران نیز هشتمین مدال طلای تاریخ خود در پارالمپیک را کسب کرد. این تیم، پرافتخارترین تیم تاریخ ایران در میان همه‌ی ورزش‌های تیمی محسوب می‌شود. فاطمه همتی با کسب دو مدال نقره، تنها ورزشکار ایران در این دوره بود که موفق به کسب دو مدال شده است.

## مدال‌آوران
| مدال | ورزشکار | ورزش              | رویداد                    | تاریخ     |
| ---- | --- | ----------------- | ------------------------- | --------- |
| طلا  | ساره جوانمردی | پاراتیراندازی     | تپانچه بادی - P۲ زنان     | ۳۱ اوت    |
| طلا  | امیرحسین علی‌پور | پارا دو و میدانی  | پرتاب وزنه - F۱۱          | ۲ سپتامبر |
| طلا  | سعید افروز | پارا دو و میدانی  | پرتاب نیزه - F۳۴          | ۴ سپتامبر |
| طلا  | روح الله رستمی | پارا وزنه‌برداری   | ۸۰ کیلوگرم مردان          | ۶ سپتامبر |
| طلا  | تیم ملی والیبال نشسته - حسین گلستانی حمیدرضا عباسی فشکی داود علی‌پوریان رمضان صالحی صادق بیگدلی میثم حاجی بابائی موحد میثم علی‌پور عیسی زیراهی مجید لشکری محمد نعمتی مرتضی مهرزاد مهدی بابادی | والیبال نشسته     | مسابقات مردان             | ۶ سپتامبر |
| طلا  | یاسین خسروی | پارا دو و میدانی  | پرتاب وزنه مردان - F۵۷    | ۶ سپتامبر |
| طلا  | علی‌اکبر غریب‌شاهی | پارا وزنه‌برداری   | ۱۰۷ کیلوگرم مردان         | ۸ سپتامبر |
| طلا  | احمد امین‌زاده | پارا وزنه‌برداری   | ۱۰۷+ کیلوگرم مردان        | ۸ سپتامبر |
| نقره | زهرا رحیمی | تکواندو           | ۵۲ کیلوگرم زنان           | ۲۹ اوت    |
| نقره | پرستو حبیبی | پارا دو و میدانی  | پرتاب چماق زنان - F۳۲     | ۳۰ اوت    |
| نقره | ظفر ذاکر | پارا دو و میدانی  | پرتاب وزنه مردان - F۵۵    | ۳۰ اوت    |
| نقره | فاطمه همتی | تیراندازی با کمان | آزاد کامپاند انفرادی زنان | ۳۱ اوت    |
| نقره | فاطمه همتی–هادی نوری | تیراندازی با کمان | کامپاند تیمی              | ۲ سپتامبر |
| نقره | مهدی اولاد | پارا دو و میدانی  | پرتاب وزنه - F۱۱          | ۲ سپتامبر |
| نقره | هاجر صفرزاده | پارا دو و میدانی  | ۴۰۰ متر زنان - T۱۲        | ۳ سپتامبر |
| نقره | حسن باجلوند | پارا دو و میدانی  | پرتاب دیسک مردان - F۱۱    | ۵ سپتامبر |
| نقره | میثم بنی طبا | پاراجودو          | ۶۰ کیلوگرم مردان - J۱     | ۵ سپتامبر |
| نقره | علی پیروج | پارا دو و میدانی  | پرتاب دیسک مردان - F۱۳    | ۵ سپتامبر |
| برنز | علیرضا بخت | تکواندو           | ۸۰ کیلوگرم مردان          | ۳۱ اوت    |
| برنز | حامد حق‌شناس | تکواندو           | +۸۰ کیلوگرم مردان         | ۳۱ اوت    |
| برنز | علیرضا مختاری | پارا دو و میدانی  | پرتاب وزنه مردان - F۵۳    | ۱ سپتامبر |
| برنز | محمدرضا عرب‌عامری | تیراندازی با کمان | ریکرو مردان               | ۴ سپتامبر |
| برنز | محسن بختیار | پارا وزنه‌برداری   | ۵۹ کیلوگرم مردان          | ۵ سپتامبر |
| برنز | علی اصغر جوانمردی | پارا دو و میدانی  | پرتاب وزنه F۳۵            | ۵ سپتامبر |
| برنز | الهام صالحی | پارا دو و میدانی  | پرتاب وزنه F۵۴            | ۷ سپتامبر |

| مدال براساس تاریخ | مدال براساس تاریخ | مدال براساس تاریخ | مدال براساس تاریخ | مدال براساس تاریخ | مدال براساس تاریخ |
| ----------------- | ----------------- | ----------------- | ----------------- | ----------------- | ----------------- |
| روز               | تاریخ             | 1                 | 2                 | 3                 | کل                |
| ۱                 | ۲۹ اوت            | ۰                 | ۱                 | ۰                 | ۱                 |
| ۲                 | ۳۰ اوت            | ۰                 | ۲                 | ۰                 | ۲                 |
| ۳                 | ۳۱ اوت            | ۱                 | ۱                 | ۲                 | ۴                 |
| ۴                 | ۱ سپتامبر         | ۰                 | ۰                 | ۱                 | ۱                 |
| ۴                 | ۲ سپتامبر         | ۱                 | ۲                 | ۰                 | ۳                 |
| ۴                 | ۳ سپتامبر         | ۰                 | ۱                 | ۰                 | ۱                 |
| ۴                 | ۴ سپتامبر         | ۱                 | ۰                 | ۱                 | ۲                 |
| ۴                 | ۵ سپتامبر         | ۰                 | ۳                 | ۲                 | ۵                 |
| ۴                 | ۶ سپتامبر         | ۳                 | ۰                 | ۰                 | ۳                 |
| ۴                 | ۷ سپتامبر         | ۰                 | ۰                 | ۱                 | ۱                 |
| ۴                 | ۸ سپتامبر         | ۲                 | ۰                 | ۰                 | ۲                 |
| کل                | کل                | ۸                 | ۱۰                | ۷                 | ۲۵                |

| مدال براساس ورزش  | مدال براساس ورزش | مدال براساس ورزش | مدال براساس ورزش | مدال براساس ورزش |
| ----------------- | ---------------- | ---------------- | ---------------- | ---------------- |
| ورزش              | 1                | 2                | 3                | کل               |
| پاراتیراندازی     | ۱                | ۰                | ۰                | ۱                |
| پارا دو و میدانی  | ۳                | ۶                | ۳                | ۱۲               |
| تکواندو           | ۰                | ۱                | ۲                | ۳                |
| تیراندازی با کمان | ۰                | ۲                | ۱                | ۳                |
| پارا وزنه‌برداری   | ۳                | ۰                | ۱                | ۴                |
| والیبال نشسته     | ۱                | ۰                | ۰                | ۱                |
| پارا جودو         | ۰                | ۱                | ۰                | ۱                |

| مدال براساس جنسیت | مدال براساس جنسیت | مدال براساس جنسیت | مدال براساس جنسیت | مدال براساس جنسیت |
| ----------------- | ----------------- | ----------------- | ----------------- | ----------------- |
| جنسیت             | 1                 | 2                 | 3                 | کل                |
| مردان             | ۷                 | ۵                 | ۶                 | ۱۸                |
| زنان              | ۱                 | ۴                 | ۱                 | ۶                 |
| مختلط             | ۰                 | ۱                 | ۰                 | ۱                 |
| مجموع             | ۸                 | ۱۰                | ۷                 | ۲۵                |

| چند مداله  | چند مداله         | چند مداله | چند مداله | چند مداله | چند مداله |
| ---------- | ----------------- | --------- | --------- | --------- | --------- |
| ورزشکار    | ورزش              | 1         | 2         | 3         | کل        |
| فاطمه همتی | تیراندازی با کمان | ۰         | ۲         | ۰         | ۲         |

## ورزشکاران
منبع:
| ورزش              | مردان | زنان | کل |
| ----------------- | ----- | ---- | -- |
| تیراندازی با کمان | ۴     | ۲    | ۶  |
| پارا دو و میدانی  | ۱۶    | ۴    | ۲۰ |
| گلبال             | ۶     | ۰    | ۶  |
| پارا جودو         | ۲     | ۰    | ۲  |
| پاراقایقرانی      | ۱     | ۱    | ۲  |
| پارا وزنه‌برداری   | ۶     | ۰    | ۶  |
| پاراتیراندازی     | ۱     | ۳    | ۴  |
| والیبال نشسته     | ۱۲    | ۰    | ۱۲ |
| شنا               | ۲     | ۰    | ۲  |
| تکواندو           | ۳     | ۲    | ۵  |
| کل                | ۵۳    | ۱۲   | ۶۵ |

## تیراندازی با کمان
هفت تیرانداز ایرانی از دو مسیر موفق به کسب جواز حضور در پارالمپیک شدند. بخشی از این ورزشکاران توانستند با کسب امتیاز لازم در مسابقات جهانی پارا-تیراندازی با کمان در سال ۲۰۲۳ که به میزبانی پلژن (جمهوری چکـ) برگزار شد مسیر خود را هموار سازند. در سوی دیگر، بخشی توانستند با کسب سهمیه در مسابقات انتخابی که در دبی (امارات) برگزار شد، راهی پاریس شوند.
مردان
| ورزشکار           | رویداد             | دور رتبه‌بندی | دور رتبه‌بندی | ۱/۱۶                            | ۱/۸                          | یک‌چهارم نهایی           | نیمه‌نهایی             | نهایی                          | نهایی       |
| ورزشکار           | رویداد             | امتیاز       | گلدان        | رقیب امتیاز                     | رقیب امتیاز                  | رقیب امتیاز             | رقیب امتیاز           | رقیب امتیاز                    | رتبه        |
| ----------------- | ------------------ | ------------ | ------------ | ------------------------------- | ---------------------------- | ----------------------- | --------------------- | ------------------------------ | ----------- |
| هادی نوری         | کامپاند انفرادی    | ۶۸۲          | ۲۲           | بوناسینا (ITA) · پیروزی ۱۴۱–۱۳۹ | مک‌کویین (GBR) · شکست ۱۳۹–۱۴۰ | پیشروی نکرد             | پیشروی نکرد           | پیشروی نکرد                    | پیشروی نکرد |
| علی‌سینا منشاءزاده | کامپاند انفرادی    | ۶۷۲          | ۲۹           | ترمبلی (CAN) · شکست ۱۳۵–۱۴۰     | پیشروی نکرد                  | پیشروی نکرد             | پیشروی نکرد           | پیشروی نکرد                    | پیشروی نکرد |
| غلامرضا رحیمی     | Individual recurve | ۶۴۰          | ۸            | ستیوان (INA) · شکست ۴–۶         | پیشروی نکرد                  | پیشروی نکرد             | پیشروی نکرد           | پیشروی نکرد                    | پیشروی نکرد |
| محمدرضا عرب عامری | Individual recurve | ۶۴۵          | ۵            | موسایف (AZE) · پیروزی ۶–۴       | سلواتامبی (MAS) · پیروزی ۶–۲ | سواش (TUR) · پیروزی ۶–۰ | سینگ (IND) · شکست ۴–۶ | کنتون-اسمیت (AUS) · پیروزی ۶–۰ | 3           |

زنان
| ورزشکار    | رویداد             | دور رتبه‌بندی | دور رتبه‌بندی | ۱/۱۶                      | ۱/۸                         | یک‌چهارم نهایی                     | نیمه‌نهایی                  | نهایی                     | نهایی       |
| ورزشکار    | رویداد             | امتیاز       | گلدان        | رقیب امتیاز               | رقیب امتیاز                 | رقیب امتیاز                       | رقیب امتیاز                | رقیب امتیاز               | رتبه        |
| ---------- | ------------------ | ------------ | ------------ | ------------------------- | --------------------------- | --------------------------------- | -------------------------- | ------------------------- | ----------- |
| فاطمه همتی | کامپاند انفرادی    | ۶۹۶          | 3 Q          | استراحت                   | لین (CHN) · پیروزی ۱۴۲–۱۳۸  | ریگو چاپین (FRA) · پیروزی ۱۴۳–۱۴۰ | پین (GBR) · پیروزی ۱۴۶–۱۴۳ | کوره (TUR) · شکست 141–144 | 2           |
| سمیه رحیمی | Individual recurve | ۵۷۴          | ۱۲           | بن‌حامی (FRA) · پیروزی ۶–۰ | پویمنیدو (GRE) · پیروزی ۶–۰ | یانگ (CHN) · شکست ۰–۶             | پیشروی نکرد                | پیشروی نکرد               | پیشروی نکرد |

مختلط
| ورزشکار                      | رویداد       | دور رده‌بندی | دور رده‌بندی | ۱/۸                             | یک‌چهارم نهایی                | نیمه‌نهایی                     | نهایی                               | نهایی       |
| ورزشکار                      | رویداد       | امتیاز      | Seed        | رقیب امتیاز                     | رقیب امتیاز                  | رقیب امتیاز                   | رقیب امتیاز                         | رتبه        |
| ---------------------------- | ------------ | ----------- | ----------- | ------------------------------- | ---------------------------- | ----------------------------- | ----------------------------------- | ----------- |
| فاطمه همتی هادی نوری         | کامپاند تیمی | ۱۳۷۸        | ۴ Q         | استراحت                         | برزیل (BRA) · پیروزی ۱۵۳–۱۵۱ | هند (IND) · پیروزی ۱۵۲–۱۵۲ SO | بریتانیای کبیر (GBR) · شکست ۱۵۱–۱۵۵ | 2           |
| سمیه رحیمی محمدرضا عرب عامری | Team recurve | ۱۲۱۹        | ۶           | کره جنوبی (KOR) · پیروزی ۵–۴ SO | ترکیه (TUR) · شکست ۲–۶       | پیشروی نکرد                   | پیشروی نکرد                         | پیشروی نکرد |